# ヘン・サムリン
ヘン・サムリン（クメール語: ហេង សំរិន / Heng Samrin, 1934年5月25日 - ）は、カンボジアの軍人、政治家。カンボジア人民党名誉議長。
内戦時代は親ベトナム政権の国家元首を、内戦後にはカンボジア王国の下院議長を務めた。

## 経歴
ヘン・サムリンは1934年、フランス統治下のカンボジア保護国コンポンチャム州の農家において、6人兄弟の第3子として生まれた。1959年からクメール人民革命党の為に働き、わずか3ヶ月の党員候補期間を経て、1961年に正式入党した。サムリンは初め、ソー・ピムの東部地域事務所の密使となり、ベトナム国境付近の本営とプノンペンの間でメッセージを運んだ。
1971年から72年、サムリンは東部地域の第12大隊を指揮し、1973年には第126連隊長に任命され、ネアク・ルアン及びプノンペンの奪取戦で活躍した。

### 民主カンプチア政権
1975年4月17日にプノンペンが陥落してロン・ノル政権が崩壊した後、5月に東部地域軍は引き揚げたが、サムリンの所属する第1師団は首都に留まった。サムリンは3ヶ月間、ソン・センの下で軍事問題を学び、「軍の編成および軍の強化」をレクチャーされた。しかし、7月の会議で第1師団は中央直轄の第170師団に再編され、サムリンは部隊を置いて一人で東部に帰還させられた。
1976年、東部地域軍第4師団長および政治委員に就任。ナヤン・チャンダによれば、1977年9月のベトナム国境襲撃事件（タイニンの虐殺）を機に、「国道7号戦線」委員長に昇進したとされる。しかし、1977年12月のベトナム軍による東部地域攻撃を防げず、中央の信頼を失うこととなった。
1978年5月18日、サムリンはソー・ピム東部地域書記によりスオンの事務所に召還された。ここで第4師団長を解任され、あらためて地域軍参謀次長に任命され、プレイベンの地域軍司令部に派遣された。同5月、東部地域軍の師団長及び連隊長の多くがケ・ポク中部地域書記により召喚・逮捕されており、サムリンは難を逃れることになった。しかし、彼がプレイベンに到着した5月23日、弟のヘン・タル (Heng Thal) 第290師団長と義兄弟のソス (Soth) 第21地区書記は逮捕され、S-21に送られた。
5月24日、中央直属軍による東部地域制圧作戦が開始され、ソー・ピムが自殺に追い込まれると、ヘン・サムリンは1000人の忠実な部下を引き連れてジャングルに潜伏した。ゲリラ戦で抵抗したものの、間もなくベトナムに逃亡した。

### 親ベトナム政権の樹立
1978年12月2日、ベトナム国境付近のカンボジア領内において、反ポル・ポト抵抗組織「カンプチア救国民族統一戦線」の結成式が執り行われ、ヘン・サムリンが戦線議長に就任した。12月25日、ベトナム軍とともにカンボジアに進撃した。翌1979年1月5日から、コンポンチャム州ミモトにおいて、かつてのインドシナ共産党の流れを汲むカンプチア人民革命党の「再建大会」（第3回党大会）が開催され、7日には7人からなる党常任委員会の委員に選出された。同日、首都プノンペンが陥落し、翌8日にはヘン・サムリンを議長とする人民革命評議会の設立を発表。10日、「カンプチア人民共和国」の樹立を宣言した。
1981年5月、第4回党大会において党政治局員に選出され、党内序列第2位となる。6月、第1回国会において新憲法が採択され、新設の国家評議会議長（国家元首）に就任。同年、ペン・ソバン首相兼党書記長が失脚すると、12月2日の第4期党中央委員会第2回総会において、後継の書記長に選出された。
議長就任後もタイ国境でクメール・ルージュおよび他勢力からの武力抵抗に直面したほか、ベトナム軍の支援を受けた政権として多くの国から政府承認を得られず、国連の議席もクメール・ルージュらの「民主カンプチア連合政府」に握られたままであった。
1985年10月の第5回党大会においては、政治局員および書記長に再選出され、序列第1位となる。1989年の憲法改正により、「カンプチア人民共和国」から「カンボジア国」に改称されたが、引き続き国家評議会議長を務めた。
1991年10月18日、カンプチア人民革命党臨時党大会が開催され、「カンボジア人民党」に改組されるとともに、党中央委員会名誉議長に選出された。

### カンボジア和平後
カンボジア和平後のカンボジア王国においては、政治の表舞台から退いていたが、1998年に国民議会（下院）第一副議長に選出。2006年3月23日、ラナリット議長の退任により、国民議会議長に選出された。

## 顕彰
- 1993年 - シハヌーク国王より「サムデク」(Samdech) の称号を授与。
- 2007年 - Samdech Akka Moha Ponhea Chakrei の称号を授与。
- 2009年12月21日 - シハモニ国王より「カンボジア王国軍上級大将」 (5 Star General) の位を授与[12][13]。